# 东丁水库
东丁水库是云南省沧源佤族自治县的一座中型水库，位于单甲乡嘎多村以西2.2千米的东丁河上，于2011年11月23日开工修建。东丁河是拉勐河的一级支流，属于澜沧江水系。坝址以上径流面积为25.5平方公里，河谷海拔高程1,620米。设计坝高75米，总库容1540.8万立方米，灌溉面积5.798万亩，规划解决下游农村3.37万人、0.94万头大牲畜饮水问题。截止2017年9月已完成投资37,412.86万元，建设完工导流输水隧洞，并完成大坝封顶。至2024年1月，东丁水库已下闸蓄水。

## 资料来源
1. ↑  王燕. . www.lincang.gov.cn. 临沧日报. 2011-11-25  [2017-12-15]. （原始内容存档于2017-12-16）.
2. ↑  . www.cangyuan.gov.cn. 沧源佤族自治县东丁水库管理局. 2017-09-22  [2017-12-15]. （原始内容存档于2017-12-16）.
3. ↑  赵志明; 曹丽. . www.lincangnews.cn. 临沧日报. 2017-09-17  [2017-12-15]. （原始内容存档于2017-12-16）.
4. ↑  . 临沧水务. 2024-01-27  [2024-04-04]. （原始内容存档于2024-04-04）.